# Estadio Munhak de Incheon
El Estadio Munhak de Incheon (인천문학경기장 en hangul, Incheon Munhak Stadium en inglés), es un estadio multifuncional ubicado en la portuaria ciudad metropolitana de Incheon (en hangul: 인천광역시 Incheon Gwangyeoksi), perteneciente al área metropolitana de Seúl en Corea del Sur, construido por motivo de la Copa Mundial de Fútbol de 2002. Es el estadio donde jugó de local el Incheon United de la K-League desde 2004 hasta 2011.
El 3 de noviembre de 2018 acogió la final del Campeonato Mundial de League of Legends.

## Copa Mundial de Fútbol de 2002
- ver Copa Mundial de Fútbol de 2002.

| Fecha      | Selección  | Resultado | Selección     | Ronda   |
| ---------- | ---------- | --------- | ------------- | ------- |
| 09-06-2002 | Costa Rica | 1 - 1     | Turquía       | Grupo C |
| 11-06-2002 | Dinamarca  | 2 - 0     | Francia       | Grupo A |
| 14-06-2002 | Portugal   | 0 - 1     | Corea del Sur | Grupo D |

## Final del Campeonato Mundial deLeague of Legends
- ver 2018 League of Legends World Championship

| Fecha      | Equipo          | Resultado | Resultado | Equipo |
| ---------- | --------------- | --------- | --------- | ------ |
| 03-11-2018 | Invictus Gaming | G         | P         | Fnatic |
| 03-11-2018 | Invictus Gaming | G         | P         | Fnatic |
| 03-11-2018 | Invictus Gaming | G         | P         | Fnatic |